# Evgeny Ustyugov
Pour les articles homonymes, voir Oustiougov.
Evgeny Romanovitch Ustyugov ou Ievgueni Oustiougov (en russe : Евгений Романович Устюгов), est un biathlète russe, né le 4 juin 1985 à Krasnoïarsk, en Union soviétique. Il compte deux victoires individuelles en Coupe du monde, après révision de son palmarès. En effet, le 26 novembre 2024, il est reconnu coupable de dopage à la suite du rejet de son recours en appel devant le tribunal arbitral du sport. En conséquence tous ses résultats obtenus entre le 24 janvier 2010 et 2014 lorsqu'il a arrêté sa carrière sont annulés (disqualification). Il perd notamment la médaille d'or de la mass-start aux Jeux olympiques de 2010 et la médaille d'argent de la même épreuve aux mondiaux en 2011.

## Carrière
Surnommé John, il fait ses débuts internationaux aux Championnats du monde jeunesse en 2005, se classant au mieux douzième de l'individuel.
Sa carrière chez les juniors est marquée par ses titres mondiaux en individuel et en poursuite ainsi que sa deuxième place en relais en 2006.
En fin d'année 2008, il gagne une course de l'IBU Cup et est promu rapidement en Coupe du monde, décrochant notamment une huitième place pour sa première saison à Antholz. Il devient plus tard dans l'hiver vice-champion d'Europe du sprint à Oufa.
Evgeny Ustyugov obtient son premier podium individuel en coupe du monde de biathlon le 11 décembre 2009 en terminant troisième du sprint d'Hochfilzen. La semaine suivante, à Pokljuka il remporte sa première victoire en s'imposant lors de la poursuite. Lors de la course suivante, en janvier à Oberhof, il s'impose de nouveau, sur un sprint, où il devance Michael Greis et Carl-Johan Bergman.
Aux Jeux olympiques de Vancouver, il devient champion olympique de mass start grâce à un sans faute au tir. Il devance le Français Martin Fourcade et le Slovaque Pavol Hurajt. Il complète sa collection par la médaille de bronze du relais. L'année suivante, il remporte deux médailles d'argent lors des mondiaux de Khanty-Mansiïsk, avec le relais russe composé de Maxim Maksimov, Ivan Tcherezov et Anton Shipulin, devancé par le relais norvégien, et celle de la course avec départ en masse où il termine deuxième derrière le Norvégien Emil Svendsen. En 2012-2013, il réalise sa deuxième meilleure saison dans la Coupe du monde avec une sixième place au classement général, terminant notamment deux fois deuxième en sprint à Ruhpolding et Sotchi et décrochant deux victoires dans des relais.
Aux Jeux olympiques de 2014 à Sotchi, il remporte la médaille d'or du relais en compagnie de Alexey Volkov, Dmitry Malyshko et Anton Shipulin, ce dernier s'imposant au sprint devant l'Allemand Simon Schempp. il est aussi cinquième de la poursuite lors de ces jeux. Il obtient ensuite son douzième et dernier podium individuel en Coupe du monde à Pokljuka , grâce à un sans faute au tir sur la mass start.
Il annonce sa retraite sportive le 5 avril 2014, à l'issue d'une épreuve exhibition à Moscou.
En 2018, Evgeny Ustyugov est impliqué dans une affaire de dopage concernant la période de 2012 à 2015 avec trois autres biathlètes russes. Pour l'usage d'oxandrolone, Ustyugov est condamné sous réserve d'appel à la perte de ses résultats de la saison 2013-2014, ce qui inclut son titre olympique en relais, ainsi qu'à une suspension de 2 ans à compter de la date du jugement.

## Palmarès
Tous ses résultats obtenus entre le 24 janvier 2010 (inclus) et la fin de l'hiver 2014 lorsqu'il a pris sa retraite ont rétrospectivement été annulés le 26 novembre 2024 après la décision du Tribunal arbitral du sport.

### Jeux olympiques d'hiver
| Épreuve / Édition              | Individuel | Sprint  | Poursuite | Départ en masse | Relais | Relais mixte                     |
| Jeux olympiques 2010 Vancouver | DSQ 4e     | DSQ 15e | DSQ 15e   | DSQ 1er         | DSQ 3e | Épreuve inexistante à cette date |
| Jeux olympiques 2014 Sotchi    | DSQ 38e    | DSQ 16e | DSQ 5e    | DSQ 19e         | DSQ    | —                                |

Légende :
- : troisième place, médaille de bronze
- : pas d'épreuve
- — : Non disputée par Ustyugov
- DSQ : disqualifié pour dopage a posteriori

### Championnats du monde
| Épreuve / Édition | Pyeongchang 2009 | Khanty-Mansiïsk 2011 | Ruhpolding 2012 | Nové Město na Moravě 2013 |
| Individuel        | 55e              | DSQ 13e              | DSQ 50e         | DSQ 48e                   |
| Sprint 10 km      | 47e              | DSQ 29e              | DSQ 30e         | DSQ 9e                    |
| Poursuite         | 20e              | DSQ 12e              | DNS             | DSQ 16e                   |
| Mass start        | 15e              | DSQ 2e               | DSQ 10e         | DSQ 16e                   |
| Relais            | 6e               | DSQ 2e               | —               | DSQ 4e                    |
| Relais mixte      | —                | DSQ 6e               | —               | —                         |

Légende :
- DSQ : disqualifié rétrospectivement (en 2024) pour dopage
- : pas d'épreuve
- — : Non disputée par Ustyugov
- DNS : n'a pas pris le départ de la course

### Coupe du monde

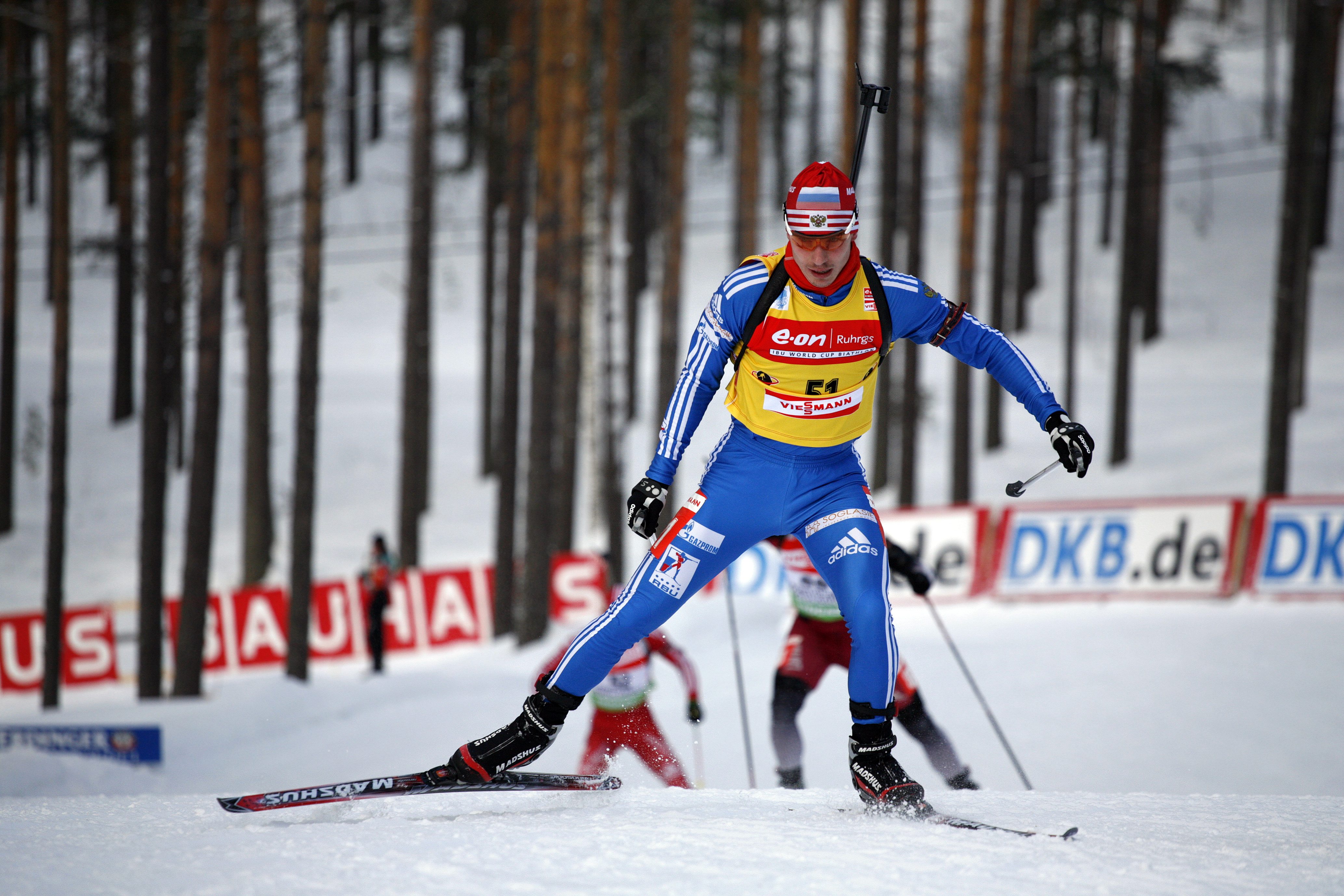
Evgeny Ustyugov à Kontiolahti en 2010

En Coupe du monde, après révision il compte, selon l'Union internationale de biathlon, qui inclut les Jeux olympiques et les Championnats du monde :
- 4 podiums individuels : 2 victoires, 1 deuxième place et 1 troisième place.
- 2 podiums en relais : 1 victoire et 1 deuxième place.

#### Victoires individuelles
| Saison / Épreuve | Individuel | Sprint  | Poursuite | Mass start           | Total |
| 2009-2010        |            | Oberhof | Pokljuka  | Vancouver (JO) - DSQ | 2     |
| Total            | 0          | 1       | 1         | 0                    | 2     |

#### Classements en coupe du monde
- Avant disqualification :

| Saison    | Classement général final | Individuel | Sprint | Poursuite | Mass start |
| 2008-2009 | 33e                      | 53e        | 32e    | 22e       |            |
| 2009-2010 | 4e                       | 13e        | 4e     | 4e        | 1er        |
| 2010-2011 | 15e                      | 15e        | 19e    | 15e       | 4e         |
| 2011-2012 | 13e                      | 24e        | 7e     | 16e       | 13e        |
| 2012-2013 | 6e                       | 13e        | 3e     | 8e        | 27e        |
| 2013-2014 | 18e                      | 3e         | 19e    | 20e       | 19e        |

- Palmarès révisé :

| Saison    | Classement général final | Individuel | Sprint | Poursuite | Mass start |
| 2008-2009 | 33e                      | 53e        | 32e    | 22e       |            |
| 2009-2010 | 19e                      | 39e        | 14e    | 6e        | 20e        |
| 2010-2011 | DSQ                      | DSQ        | DSQ    | DSQ       | DSQ        |
| 2011-2012 | DSQ                      | DSQ        | DSQ    | DSQ       | DSQ        |
| 2012-2013 | DSQ                      | DSQ        | DSQ    | DSQ       | DSQ        |
| 2013-2014 | DSQ                      | DSQ        | DSQ    | DSQ       | DSQ        |

### Championnats d'Europe
- Médaille d'argent du sprint en 2009 à Oufa.

### Championnats du monde junior
- Médaille d'or de la poursuite et l'individuel en 2006.
- Médaille d'argent du relais en 2006.

### Championnats d'Europe junior
- Médaille d'or du relais en 2006.

### IBU Cup
- 2 podiums individuels, dont 1 victoire.